# Mazothairos
Mazothairos é um gênero de insetos que viveram durante o período Carbonífero em Illinois.

## Descrição
O gênero é conhecido apenas por pedaços fragmentados do fóssil, porém, é estimado que ele possuía 55cm de envergadura, sendo o maior animal da ordem Palaeodictyoptera. Apenas Meganeura e Meganeuropsis possuem maior envergadura que este gênero.